# Hypotelus hostilis
Hypotelus hostilis är en skalbaggsart som beskrevs av Fauvel 1864. Hypotelus hostilis ingår i släktet Hypotelus och familjen kortvingar. Inga underarter finns listade i Catalogue of Life.